# Telefoonkaart

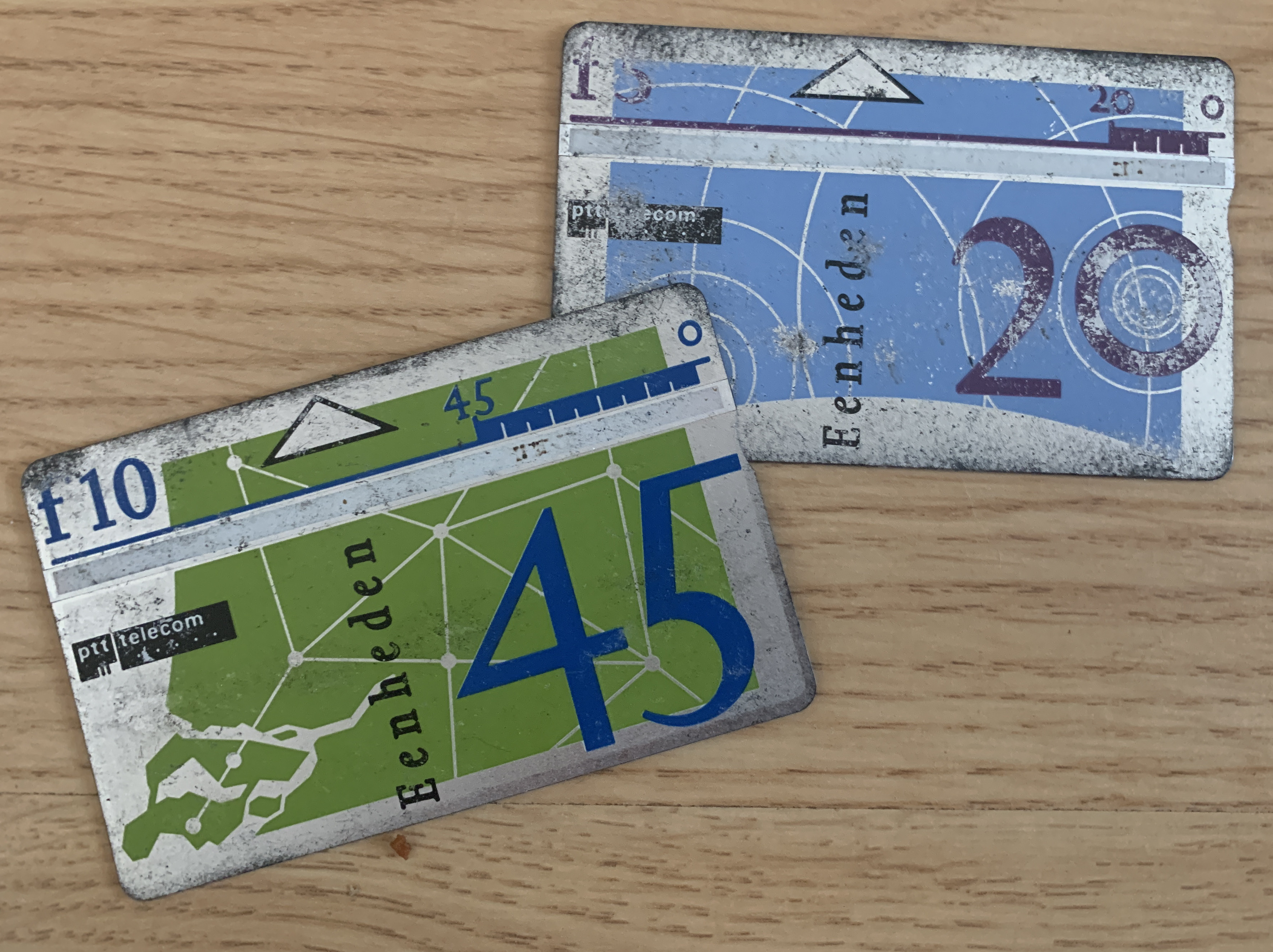
Twee telefoonkaarten van PTT Telecom, ter waarde van 10 respectievelijk 5 gulden

Een telefoonkaart is een kaart waarmee in openbare telefooncellen de gesprekskosten kunnen worden betaald zonder muntgeld op zak te hebben.
Daarnaast bestaan er opwaardeerkaarten waarmee men beltegoed voor een mobiele telefoon kan opladen.
Er zijn mensen die telefoonkaarten als hobby verzamelen.

## Werking
Er bestaan verschillende systemen voor het opslaan en bijwerken van het tegoed:
- De optische telefoonkaarttechniek (optische kaart): Deze kaart wordt door een optische kaartlezer gelezen, de optische kaart bevat maximaal 120 tikken en bij een dubbele balk maximaal 240 tikken. Er zijn twee verschillende optische kaarten, met thermolak en zonder thermolak (fullface). De holografische kaart wordt per unit weggebrand en dit is zichtbaar door middel van een streepje op de kaart, de optische kaart bestaat sinds 1977. België en Nederland hebben deze techniek tot aan het midden van de jaren negentig gebruikt.
- Kaarten met een magneetstrip (magneetkaart) kunnen door de sleuf van een kaarttelefoon worden geschoven en er kan op rekening worden getelefoneerd. In Nederland heeft men in het begin van de jaren negentig een proef gedaan met zo'n kaart in ziekenhuizen, maar dit werd geen succes.
- Chipkaarten met een ingebouwde CP8-microcomputerchip (zie Chipkaart). De chipkaarten zijn er qua codering in twee varianten.

1. De eurochip, waarde in geld.
2. De T2G, waarde in units.

De chip wordt in de meeste landen gebruikt.

## Materiaal
De telefoonkaarten zijn gemaakt in diverse materialen. De meest voorkomende zijn pvc en ABS.
De pvc-telefoonkaart is inmiddels in Nederland verboden, in verband met de schadelijke stoffen die vrijkomen bij verbranding. Alle telefoonkaarten in Nederland worden tegenwoordig van ABS vervaardigd.

## Geschiedenis

### 1974-1976
In Italië is men bezig met interne proeven met magneettelefoonkaarten.
In België worden interne proeven gedaan door de RTT met optische telefoonkaarten.

### 1977
De telefoonkaart (RTT-telecard) bestaat sinds 14 februari 1977. Ze werd voor het eerst gebruikt in Brussel te België. De kaarten waren vervaardigd door Landis en Gyr te Zwitserland. 

### 1985-1986
In Nederland werd de eerste telefoonkaart gebruikt in 1985 in de Amsterdam RAI in de Efficiencybeurs. Ook deze kaart was vervaardigd door Landis en Gyr.

PTT Telecommunicatie besloot na de tentoonstelling in de RAI in 1985 om in maart 1986 een proef te houden in Vlissingen en omgeving. Gekozen werd voor het modernste systeem dat tevens het best beveiligde was, de holografische techniek. De magneetkaart en chipkaart bestonden al, maar de magneetkaart was te gevoelig voor fraude en de chipkaart te duur.
De eerste telefoonkaarten zijn ontworpen door Rene van Raalte, het ontwerp van de 200+30-tikken kaart is nooit uitgevoerd.
De kaarten kwamen uit in de waarde van:
- ƒ 5,- 20 tikken
- ƒ 10,- 40+5 tikken
- ƒ 25,- 100+15 tikken

Hoe duurder de kaart die men kocht, hoe meer gratis tikken.
PTT Telecommunicatie heeft twee coderingen gebruikt voor de telefoonkaarten: structuur 22 en 9.
Structuur 22 is gebruikt van 1986-1991 en structuur 9 van 1990-1994.

### 1988-1989
In 1988 besloot PTT Telecommunicatie reclame op telefoonkaarten te drukken. De primeur was voor Centraal Beheer ("Even Apeldoorn bellen"). Ook kwam PTT Telecommunicatie uit met het gratis 4 eenheden telefoonkaartje "viertje"; dit viertje was niet te koop en zou later zeer populair worden als reclamebedrukking.

In 1989 werd de naam 'PTT Telecommunicatie' veranderd in 'PTT Telecom' en werden de telefoonkaarten voorzien van een inkeping voor blinden.

### 1990-1992
In 1990 konden particulieren voor iets meer dan 3 gulden en in oplage van minimaal 1000 stuks een eigen telefoonkaart laten bedrukken.
Ook besloot PTT Telecom bijzondere telefoonkaarten te gaan uitgeven. De eerste serie gelegenheidskaarten had als thema "Vincent van Gogh".
In 1991 kwam de eerste kerstserie uit. Wereldwijd zijn er sindsdien meer dan 2500 verschillende kersttelefoonkaarten verschenen.

### 1993
In 1993 werd door een verzamelaar in Amsterdam de eerste Nederlandse telefoonkaart gevonden waarbij het geld niet op de telefoonkaart stond, maar in de computer van de aanbieder; deze prepay-telefoonkaart was van 'Phone up'. Later kwamen er nog duizenden verschillende prepay-telefoonkaarten die voor de telefooncelkaart een heel zware concurrent vormden, want voor ƒ 25,- kon men 7 minuten naar Amerika bellen, wat toentertijd een prijsstunt was.
PTT Telecom begon met een nieuwe proef: 'Snelfoon'. Met deze telefoon kon men slechts 90 seconden telefoneren, deze snelfoons stonden in een aantal drukke stations en Schiphol; de telefooncellen waren te herkennen aan het oranje zandlopertje boven de telefooncellen, aan de oranje hoorn en aan het speciale instructiebord. Na 80 seconden hoorde men een piep, en 10 seconden later werd de verbinding verbroken.
In de kazerne te Budel en de gevangenis te Vught werd een proef gehouden met chiptelefoonkaarten; deze kaarten hadden een waarde van ƒ 10,- en ƒ 25,-.
Voor de verzamelaars was er een verzamelmap te koop tegen aanschafsprijs van ƒ 37,50.

### 1994
1994 was een bewogen jaar op telefoonkaartengebied. PTT Telecom verving de optische kaart  door de chipkaart. Deze chipkaart had technische voordelen zoals telefoonnummers opslaan, vervaldata opslaan. Verder was de telefoonkaart bruikbaar in iedere telefooncel ter wereld waar het "eurochip"-systeem in gebruik was. Ook kon men precies zien hoelang men met de kaart telefoneerde en waar.
De chipkaart was tevens te gebruiken in Duitsland en volgens plan zou Zwitserland hier in 1997 bij komen. Dit is nooit gebeurd.
De chipkaart was geladen met "units", voor een ƒ 5,- kaart met 500 units, ƒ 10,- kaart met 1000 units en ƒ 25,- kaart met 2500 units.
Een 'unit' was gelijk aan 1 cent zo kon men de kaarttelefoon instellen op allerlei bedragen variërend van ƒ 0,22 tot 0,27; op Schiphol moest men zelfs ƒ 0,30 per "tik" betalen en een toeslag van ƒ 0,30.
Later besloot PTT Telecom de kostprijs per tik gelijk te stellen aan ƒ 0,25.
De gratis tikken die men kreeg op een ƒ 25,- telefoonkaart waren hiermee verleden tijd.

### 1995
De NS besloot in samenwerking met PTT Telecom treintelefoons te installeren. Deze treintelefoons waren in alle lange-afstandsintercity's te vinden zoals Amsterdam-Brussel Zuid en Den Haag CS-Heerlen. De treintelefoon was populair bij telefoneerders en verzamelaars omdat bij deze toestellen de optische Landis- en Gyr-kaart nog tot 1999 te gebruiken was.
Telefoneren in de trein kostte:
- 08.00-20.00 ƒ 1,75 per minuut
- 20.00-08.00 ƒ 1,00 per minuut

De toeslag per gesprek was ƒ 0,50 en kwam ten goede aan de NS.
Eind 1995 werd het chipsysteem van PTT Telecom gekraakt en werden de telefoonkaarten illegaal opgeladen. Dit zorgde ervoor dat lege simpele kaartjes in prijs stegen van ƒ 0,10 naar wel ƒ 17,50 voor een lege ƒ 25,--kaart. Deze handel zorgde voor gouden tijden voor telefoonkaarthandelaren op telefoonkaartbeurzen; een schoenendoosje ƒ 25,- kaarten bracht al snel ƒ 10.000,- op eind 1999.

### 1996
In 1996 bracht PTT Telecom telefoonkaarten uit onder de naam "Zeelandkaart". Met deze kaart kon men betalen in bussen, winkels en automaten in Zeeland. In 1998 werd de proef met spoed gestopt, omdat de kaart illegaal als betaalpas werd ingezet in supermarkten.
Inmiddels was aan de reeds bestaande pinpas voor elektronische betalingen, een chip toegevoegd waarmee deze tevens als telefoonkaart te gebruiken was.

### 1997
In 1997 besloot PTT Telecom om samen met Postbank de chipper te introduceren op de scope-kaart en op de postbank-pinpas (giropas) te zetten. Deze was ook in alle cellen oplaadbaar en een concurrent van de chipknip op de passen van de andere banken. Hierdoor was een aparte chippas (telefoonkaart) niet meer nodig maar nog steeds wel mogelijk (zie ook Chipknip).
Libertel voerde een nieuw soort telefoonkaart in, de prepay-telefoonkaart voor gsm's. Deze service heette Libertel (later Vodafone) IZI Go. Men kon een startpakket aanschaffen voor ƒ 99,95 met ƒ 60,- beltegoed, men kon opwaardeerkaarten aanschaffen voor ƒ 40,- en ƒ 80,-.
Later volgden achtereenvolgens:
- PTT (nu KPN) met Hi en mobiele telefoonkaart,
- Telfort (later O2 en nu weer Telfort),
- Dutchtone (nu T-Mobile Nederland),
- Ben (nu T-Mobile Nederland),
- Q (Telfort),
- ID&T (Telfort),
- Tele2,
- Albert Heijn mobiel (eerst KPN, later Telfort)
- HEMA (T-Mobile)
- Scarlet

Men krijgt de prepay-simkaarten gratis of tegen een kleine vergoeding.
PTT Telecom besloot alle vierkante telefooncellen te vervangen door de 'driehoekige' telefooncellen van de firma Stork, die meer criminaliteitsbestendig waren. Er is slechts een handvol vierkante telefooncellen over die uit nostalgie zijn blijven staan, meestal in overdekte winkelcentra met veel toezicht zoals Den Haag Megastores waar nog drie van deze oude telefooncellen staan. Op het Binnenhof (Den Haag) staat nog een nostalgische telefooncel uit 1931 met een zwarte chipkaarttelefoon erin, en daarnaast staat een echte Haagse alarmtelefooncel. Het originele bomvrije draaischijftelefoontoestel dat er twee keer uit gestolen is, is inmiddels vervangen door een munttoestel.

### 1998
In 1998 nam PTT Telecom maatregelen tegen het opladen van kaarten door een soort van "virus" in een gebruikte chipkaart te plaatsen, deze kaart kon men wel opladen maar niet meer gebruiken, ook stopte PTT Telecom de samenwerking met Deutsche Telekom en waren de Duitse telefoonkaarten niet meer in Nederland te gebruiken.
In 1998 veranderde de naam van PTT Telecom in KPN Telecom.
KPN Telecom besloot de gleuven in de telefooncellen dicht te maken omdat ze anders vernield werden door telefoonkaartenverzamelaars.
Omdat de Nederlandse regering vond dat KPN Telecom verplicht was de kaarten terug te nemen, kon men deze kosteloos opsturen naar een antwoordnummer. KPN Telecom liet het "oude plastic" onder meer in verkeerspaaltjes verwerken.
KPN besloot de oude guldenchiptelefoonkaarten met het "eurochip 1", de zogenaamde "domme chip", uit de roulatie te nemen, omdat de telefoonkaarten niet beveiligd konden worden en zo eindeloos weer opgeladen werden. Het betrof hier de witte standaardserie - de Rijn-serie - de Mondriaan-serie - de UNICEF-serie en de waterserie. De kaarten werkten tot 31 december 1998. Bellers kregen een tekst te zien in de display: "oude kaart! geldig tot 31-12-1998".
Op 12 januari 1999 waren de oude guldentelefoonkaarten helemaal uitgeschakeld (12 dagen langer dan aangegeven).
KPN voerde een datum van einde geldigheid in op telefoonkaarten. Spaanse Landis- en Gyr-kaarten hadden in 1979 al een afloopdatum. In Duitsland kon men oude DM-kaarten omruilen bij de Telefonladen voor een 'Umtauschkarte', ook in Nieuw-Zeeland kende men zo'n systeem.

### 1999
In 1999 stopte KPN Telecom met de treintelefoon en zo kwam er een einde aan het gebruik van optische Landis en Gyr-kaarten in Nederland (1986-1999).
Ook in 1999 bracht KPN Telecom de eerste kaarten uit in zowel gulden als euro:
- ƒ 10,-/€ 4,54
- ƒ 25,-/€11,34

De kaarten kregen toen ook een andere codering en serienummers.
In 1999 kwam er een concurrent bij op de telefooncellenmarkt. Telfort, een bedrijf van NS en British Telecom, plaatste telefooncellen op alle stations in Nederland. De KPN Telecom-telefooncellen verdwenen bijna van ieder NS-station. Telfort had een feestelijke primeur op Station Leiden Centraal en introduceerde de Telfortcell. Ook werden in heel Nederland door een promotieteam gratis telefoonkaarten uitgedeeld met een waarde van ƒ 2,50.
Men kon aan het NS-loket een Telfort-telefoonkaart aanschaffen voor de prijs van ƒ 10,- of ƒ 20,- met ƒ 5,- gratis beltegoed; de telefooncellen werden geleverd door de fabrikant GPT uit Engeland.
Later verdween het gratis ƒ 5,- beltegoed bij de ƒ 20,--kaart, en bij invoering van de euro kwam Telfort met een kaart van € 8,-.
De telefooncellen van Telfort waren allesbehalve succesvol. Omdat deze ook op munten functioneerden, werden ze vernield bij pogingen om het geld uit de telefooncel te stelen. Telfort kent maar één bijzondere telefoonkaartenserie, uitgegeven ter gelegenheid van het EK voetbal gehouden te Nederland en België in 2000.

### 2001
Door de doorbraak van de mobiele telefoon was KPN Telecom genoodzaakt het aantal telefooncellen terug te brengen naar het wettelijke minimumaantal van 17.500 telefooncellen, wat neerkomt op één telefooncel op 5000 mensen.

### 2002
De vervanging van de gulden door de euro was reden voor geheel vernieuwde telefoonkaarten met nieuwe coderingen en serienummers. Opvallend was dat de kaarten werden geseald en dat er direct een "virus" op de verbruikte kaart werd gezet, hiermee was het illegaal opladen zo goed als voorbij.
De nieuwe eurokaarten zijn uitgekomen in € 5,- (500 units) en € 10,- (1000 units). 1 unit is 1 eurocent.
Dit jaar verscheen er weer een nieuwtje: de sms-kaart van Simsie; deze kaart kostte € 2,50. Deze kaart was geen succes, en verdere kaarten zijn er niet gekomen; de producent van Simsie was Budgetphone uit Leiderdorp.

### 2003
In 2003 werd de naam 'KPN Telecom' gewijzigd in 'KPN'.
In 2003 werd in Rotterdam een partij van een miljoen illegaal opgeladen telefoonkaarten in beslag genomen samen met een groot bedrag in euro's, drugs en wapens. Deze vondst deed men in een selfstorage-opslagbox.
KPN introduceerde op Schiphol en diverse hotels de multifoon; met deze multifoon kon men met de telefoonkaart e-mailen, internetten en sms'jes versturen.

### 2004
In 2004 besloot KPN de telefoonkaart te promoten door middel van folders bij de telefoonrekening en gratis kaarten.
Van 1 januari 2004 tot en met 30 november 2004 kon men de oude guldentelefoonkaarten omruilen bij een speciaal antwoordnummer van KPN. Men kreeg er eurotelefoonkaarten voor terug. Ook verschenen twee bijzondere telefoonkaarten van € 1,50 en € 2,50.
Wie in de telefooncel een oude kaart gebruikte werd gewaarschuwd met een tekst op het display: "oude kaart! u wordt doorverbonden, luister!"
Na vele miljarden investeringen door de vijf telefoonmaatschappijen kwam er voor verzamelaars weer een nieuw soort telefoonkaart. Deze heette de "U-SIM" oftewel UMTS SIM-kaart. De kaart zag er hetzelfde uit, maar was voorzien van Java-techniek. Net als bij de introductie van de prepay-kaart voor gsm was Vodafone (voorheen Libertel) weer de eerste; later dat jaar volgde KPN.

### 2005
Per 1 januari 2005 was de guldentelefoonkaart definitief verleden tijd, ook de eerste eurotelefoonkaarten verliepen op deze dag. KPN hoopte hiermee een lange periode van oplaadfraude af te sluiten.

### 2006
KPN besloot geen bijzondere telefoonkaarten voor verzamelaars meer uit te geven. Met de huidige 'Altijd dichtbij'-serie moet men het doen.